# Paola Gassman
Paola Gassman, née le 29 juin 1945 à Milan et morte le 9 avril 2024 à Rome,, est une actrice italienne.
Elle est la fille de Vittorio Gassman et Nora Ricci et la sœur de Vittoria Gassman, Alessandro Gassmann et Jacopo Gassman.

## Biographie
Paola Gassman s'est consacrée presque exclusivement au théâtre, à l'exception de quelques apparitions sporadiques mais significatives à la télévision dans des comédies et des drames. Au début de sa carrière, on se souvient des trois années passées au sein de la compagnie du Teatro Libero (it) dirigée par Luca Ronconi, qui, avec la pièce Orlando furioso, l'a vue se produire dans de nombreux pays européens et aux États-Unis, avec en point d'orgue un important téléfilm (it). Toujours à cette époque, elle participe aux spectacles La Tragédie du vengeur mis en scène par Ronconi et Cucina mis en scène par Lina Wertmüller. Elle rejoint ensuite la compagnie Brignone-Pagliai avec les spectacles Les Revenants d'Henrik Ibsen et Processo di famiglia de Diego Fabbri.
Elle est également dirigée par son père Vittorio dans des spectacles tels que Cesare o nessuno, Fa male il teatro et Bugie sincere. Avec la compagnie théâtrale Pagliai-Gassman, elle met en scène de nombreux spectacles dans les genres dramatique, comique et burlesque. On se souvient de la longue période consacrée à Luigi Pirandello : Liolà ; Il piacere dell'onestà ; L'uomo, la bestia e la virtù ; Ma non è una cosa seria, et encore Le Menteur de Carlo Goldoni ; Chat en poche de Georges Feydeau ; Scene di matrimonio d'Italo Svevo ; Le Marchand de Venise et Le Songe d'une nuit d'été de William Shakespeare.
Elle a joué avec des metteurs en scène tels que Luigi Squarzina, Massimo Castri (it), Mauro Bolognini, Silvano Piccardi (it), Marco Sciaccaluga, Luca Ronconi et Piero Maccarinelli (it). Parmi ses nombreuses pièces récentes, citons L'esprit s'amuse de Noël Coward, La Descente du Mont Morgan d'Arthur Miller, Mon père et nous d'Howard Lindsay et Russel Crouse, Harvey de Mary Chase, Iphigénie à Aulis et Hélène d'Euripide, Viaggio a Venezia et Le Café de Carlo Goldoni. Ces dernières années, avec Ugo Pagliai, rencontré à l'Académie nationale d'art dramatique Silvio-D'Amico,,, elle s'est également consacrée à la poésie et à toutes les pièces liées au patrimoine et au répertoire.
En 2007, elle a publié l'autobiographie Una grande famiglia dietro le spalle chez Marsilio Editore.

## Vie privée
Elle a eu comme compagnon l'acteur Ugo Pagliai (qu'elle n'a jamais épousé) et elle a eu deux enfants : Tommaso Pagliai avec Ugo Pagliai et Simona Virgilio, avec son mari, l'acteur Luciano Virgilio, qu'elle a rencontré à l'Académie nationale d'art dramatique Silvio-D'Amico (comme les parents de Paola l'avaient fait vingt ans plus tôt).

## Filmographie

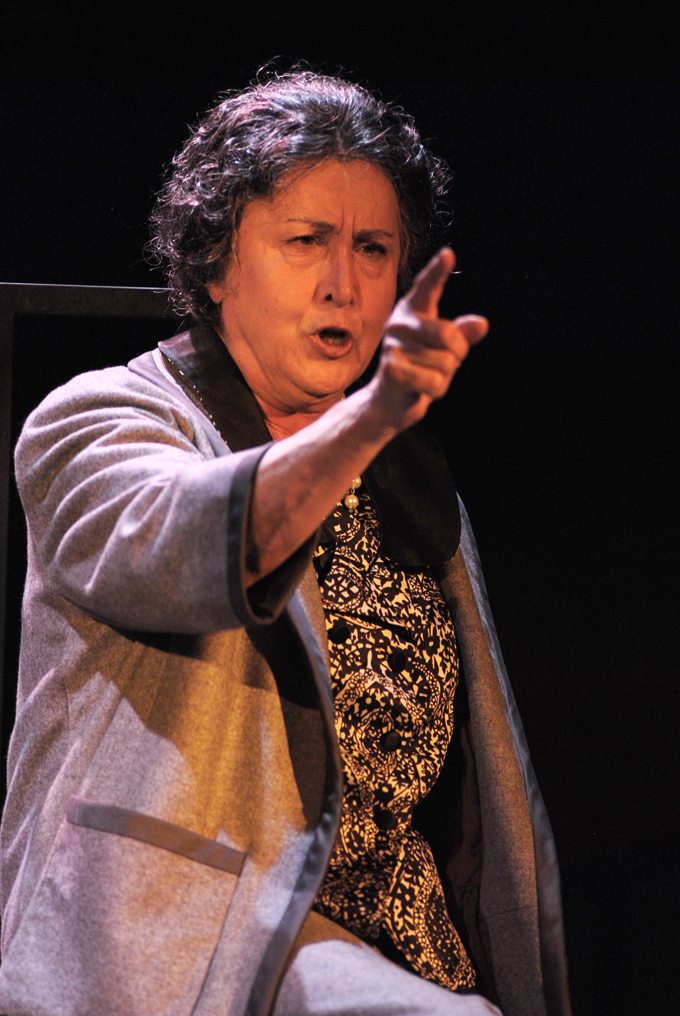
Paola Gassman dans la pièce Le Balcon de Golda en 2014.

### Cinéma
- 1970 : Contestation générale (Contestazione generale) de Luigi Zampa
- 1982 : Di padre in figlio de Vittorio et Alessandro Gassmann
- 2001 : Giorni (it) de Laura Muscardin (it)
- 2010 : Cercando Maria
- 2017 : Preghiera (it), documentaire de Davide Cavuti (it)
- 2021 : Padre mio (it), documentaire d'Antonio D’Ottavio
- 2021 : Un marziano di nome Ennio (it), documentaire de Davide Cavuti (it)

### Télévision
- 1972 : Les Évasions célèbres, épisode L'Évasion de Casanova : Tonine
- 1975 : Orlando furioso (it) de Luca Ronconi

## Théâtre
- 2010 : Mia divina Eleonora, mise en scène de Milo Vallone (it)
- 2012 : Le Balcon de Golda (Golda's Balcony), de William Gibson, mis en scène par Maria Rosaria Omaggio
- 2016 : Odio Amleto, mis en scène par Alessandro Benvenuti